# نهر برازوس
نهر برازوس هو 11 أطول نهر في الولايات المتحدة حيث يبلغ 2,060 كيلومتر (1,280 ميل) من منبعها على رأس بلاكووتر درو، مقاطعة روزفلت، نيو مكسيكو. إلى مصبها في خليج المكسيك 116,000 كيلومتر مربع (45,000 ميل2) حوض الصرف. لكونه أحد أكبر أنهار تكساس، فإنه يستخدم أحيانًا لتحديد الحدود بين شرق تكساس وغرب تكساس.
يرتبط النهر ارتباطًا وثيقًا بتاريخ تكساس ولا سيما مستوطنة أوستن وعصر ثورة تكساس. تقع اليوم مؤسسات تكساس الرئيسية مثل جامعة تكساس التقنية وجامعة بايلور وجامعة تكساس إيه آند إم بالقرب من حوض النهر وكذلك أجزاء من العاصمة هيوستن.